# Lucas Meister
Lucas Meister (Basilea, 16 de agosto de 1996) es un jugador de balonmano suizo que juega de pívot en el Kadetten Schaffhausen. Es internacional con la selección de balonmano de Suiza.
Su primer gran campeonato con la selección fue el Campeonato Europeo de Balonmano Masculino de 2020.

## Palmarés

### Kadetten Schaffhausen
- Liga de balonmano de Suiza (3): 2016, 2017, 2019
- Copa de Suiza de balonmano (1): 2016

### Magdeburg
- Campeonato Mundial de Clubes de Balonmano (2): 2022, 2023
- Liga de Campeones de la EHF (1): 2023
- Liga de Alemania de balonmano (1): 2024
- Copa de Alemania de balonmano (1): 2024

## Clubes
| Club                  | País     | Año         |
| --------------------- | -------- | ----------- |
| Kadetten Schaffhausen | Suiza    | 2015 - 2019 |
| TSV GWD Minden        | Alemania | 2019 - 2022 |
| SC Magdeburg          | Alemania | 2022 - 2024 |
| Kadetten Schaffhausen | Suiza    | 2024 - Act. |